# Abraham Hermanjat

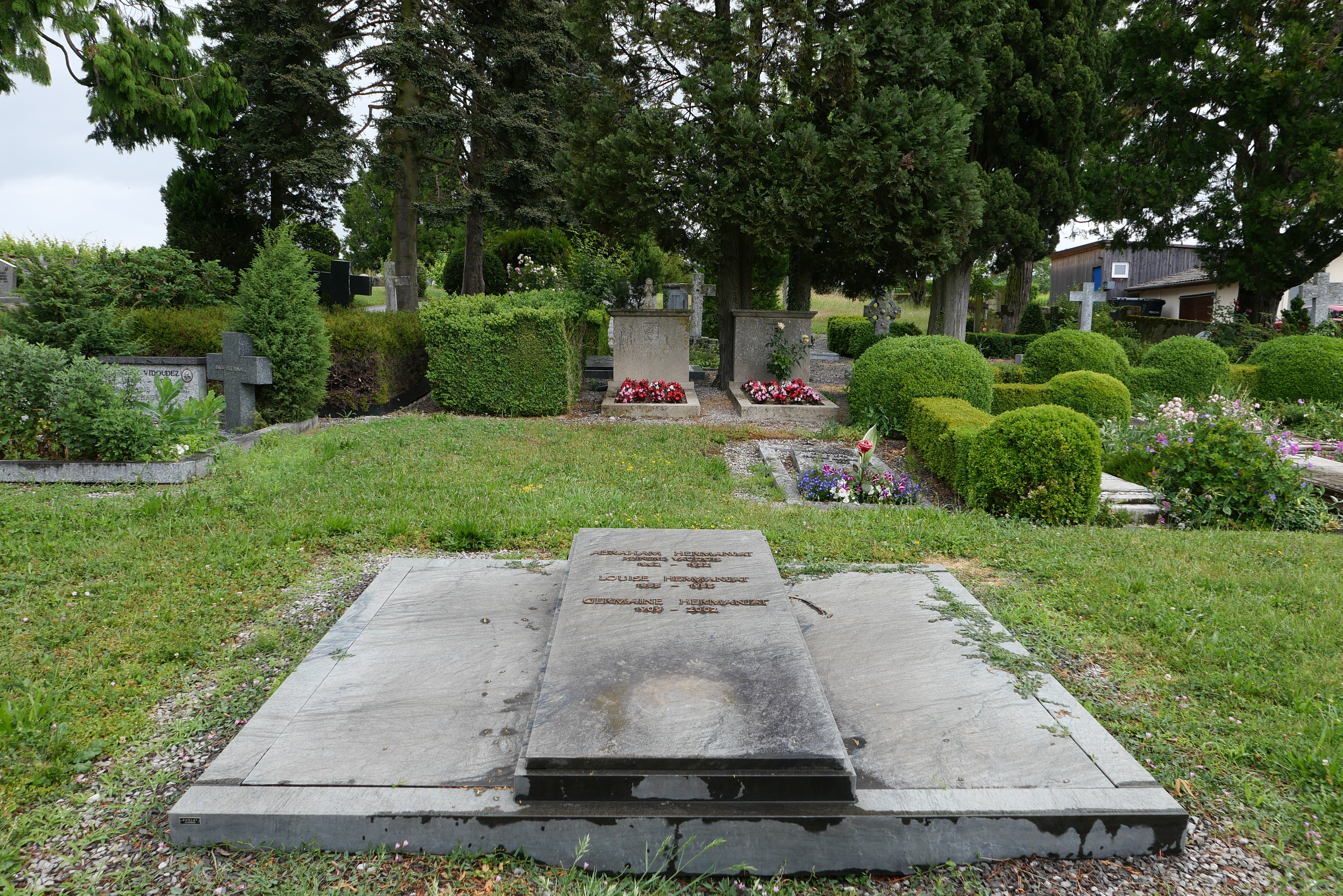
La tumba de Hermanjat, su esposa Marie Louise Zénobel (1855–1955) y su hija adoptiva Germaine (1909-2002) en el cementerio de Aubonne

Jacques-Elie-Abraham Hermanjat (29 de septiembre de 1862, Ginebra-12 de octubre de 1932, Aubonne ) fue un pintor suizo que trabajó principalmente en los estilos fauvista y divisionista y fue uno de los primeros artistas suizos en dibujar inspirado en el trabajo de Paul Cézanne. También estuvo involucrado en la política cultural. 

## Biografía
Después de asistir a las escuelas públicas de Ginebra, estudió arte con Barthélemy Menn y Auguste Baud-Bovy . En 1886, fue a Argel para reunirse con su madre y su hermano después de la muerte de su padre. Se quedó hasta 1888 y regresó en otras dos ocasiones; 1889-1890 y 1893-1896. Durante estas visitas, se interesó por el orientalismo, un género que ya había sido inspiración de algunos de sus compatriotas, como Charles Gleyre y Auguste Veillon . Las pinturas que realizó en Argel fueron ejecutadas en los estilos tradicionales que había aprendido en Ginebra. 
En 1896 Hermanjat, entonces casado, regresó con su esposa a Suiza y se estableció inicialmente en Lausana . En 1908, se mudaron a Aubonne. Para 1911, había construido una casa allí, donde vivió hasta su muerte. Pronto abandonó el orientalismo y se interesó por los paisajes, pasando gran parte de su tiempo en las montañas; principalmente cerca de Aigle, aunque también visitó Valais, Nendaz, Haute-Nendaz y Verbier. Sus pinturas de este período deben mucho a la influencia de Giovanni Segantini . 
Durante los años 1908 a 1912, se sintió atraído por el fauvismo y comenzó a aplicar colores no naturales a sus paisajes. En 1910, después de una investigación genealógica, comenzó a escribir su nombre como "Hermanjat", en lugar de "Hermenjat" tal como lo había hecho anteriormente. También por entonces conoció a Ferdinand Hodler y recibió la influencia del simbolismo.  Durante la siguiente década, sin embargo, Cézanne suplantó a Hodler como su  principal inspiración. 
De 1910 a 1928, fue miembro del Comité Central de la Sociedad de Pintores, Escultores y Arquitectos Suizos (SPSAS). También sirvió en la Comisión Federal de Bellas Artes de 1922 a 1925, además ocupó varios puestos docentes y actuó de jurado para numerosos concursos de arte. 
Su hija adoptiva, Germaine Hermanjat (1909-2002), comenzó pintando pero después se dedicó a la promoción de sus obras. En 2003, después de su muerte, el dinero que había legado a la ciudad de Nyon se utilizó para crear la Fundación Abraham Hermanjat. En 2012, el Museo histórico der porcelanas de Nyon, el Museo de Lemán y la fundación se unieron, con motivo de su 150 aniversario, para presentar la primera muestra importante de sus obras en más de treinta años. 

## Galeria

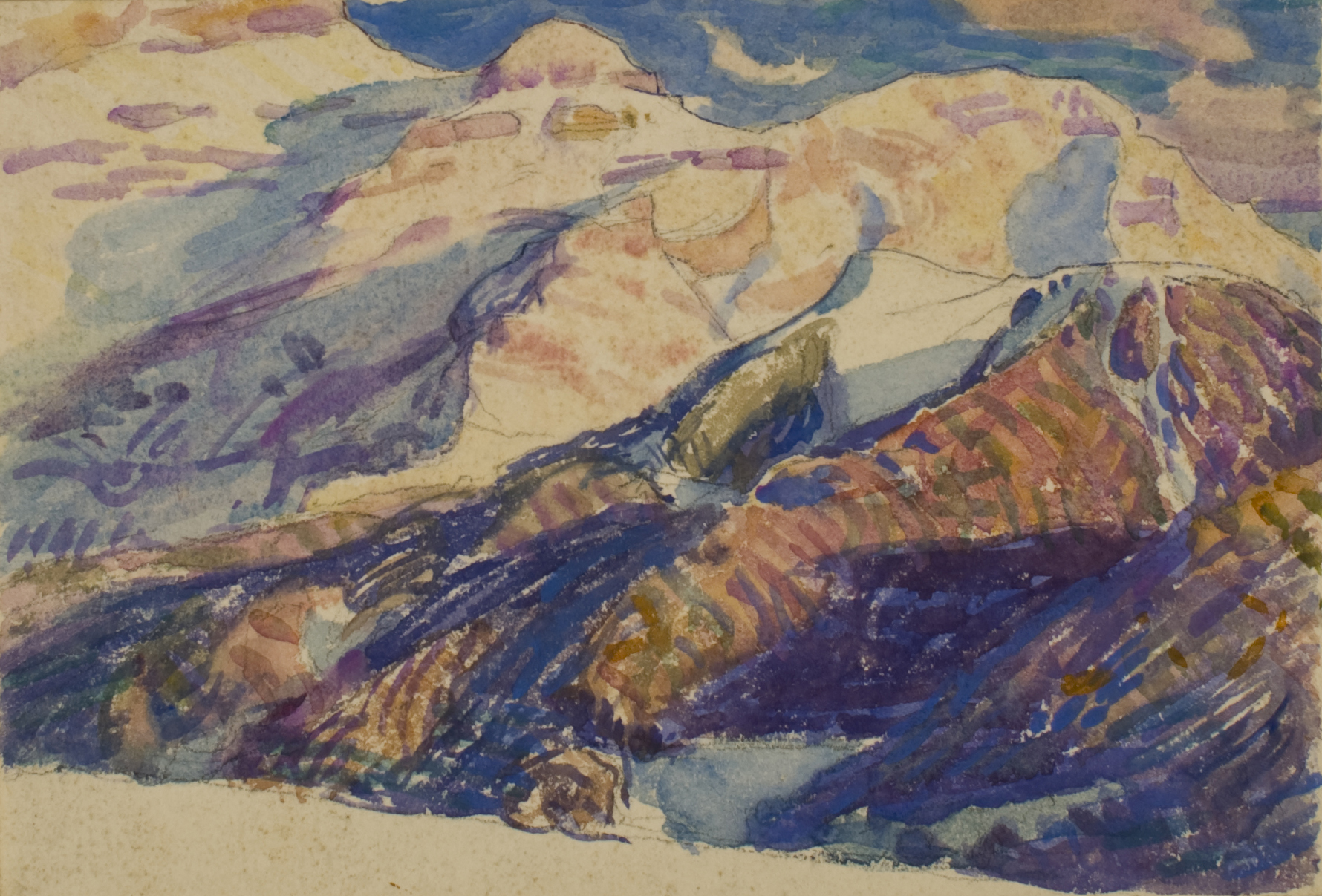
Montagnes enneigées (Montañas nevadas), sin fecha
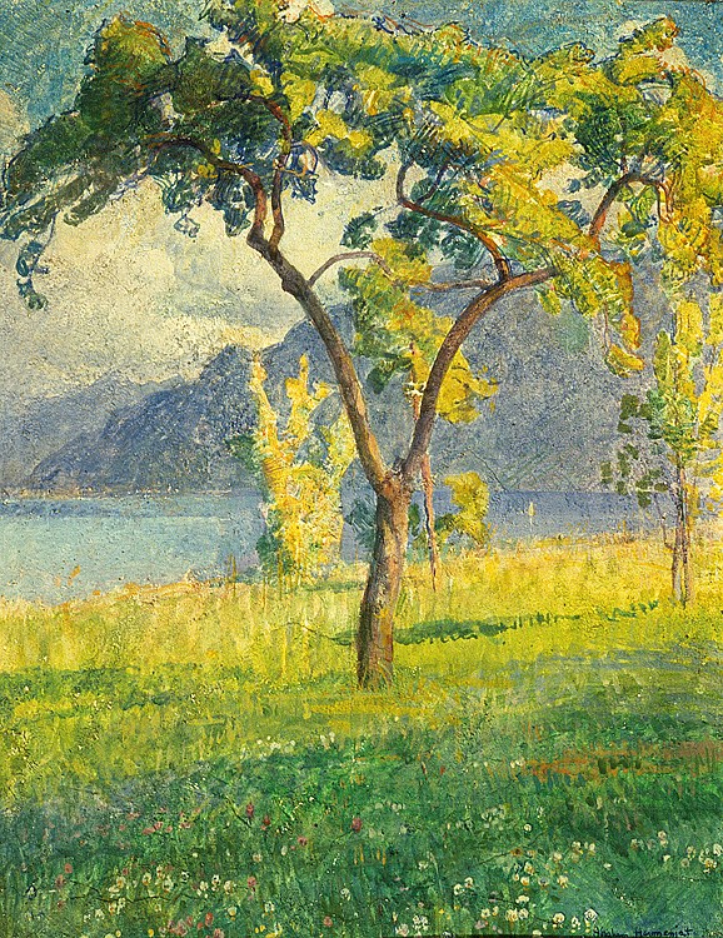
Mon verger (Mi huerto), 1905
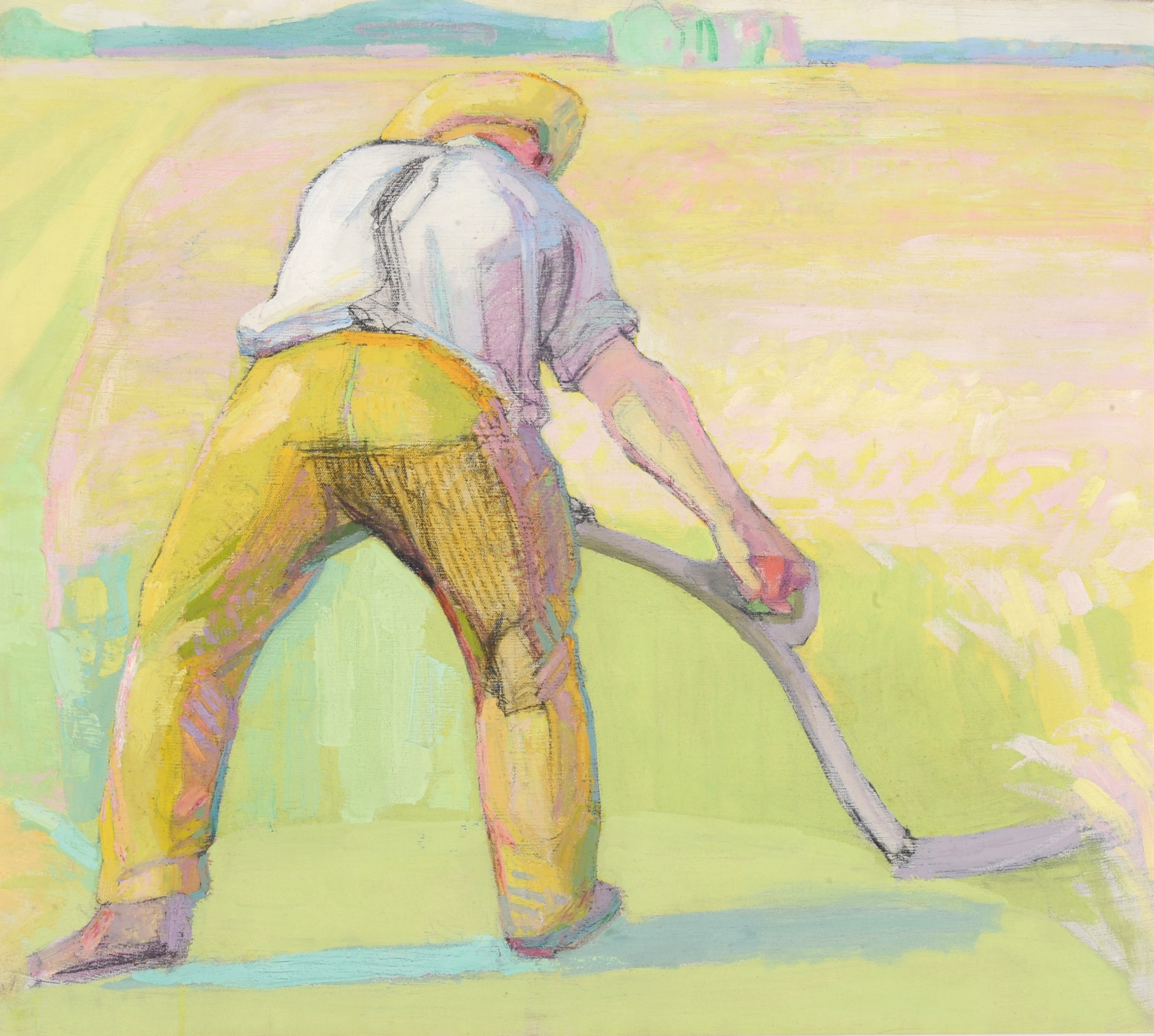
Faucheur de dos  (Vista trasera de un hombre con una guadaña), sin fecha
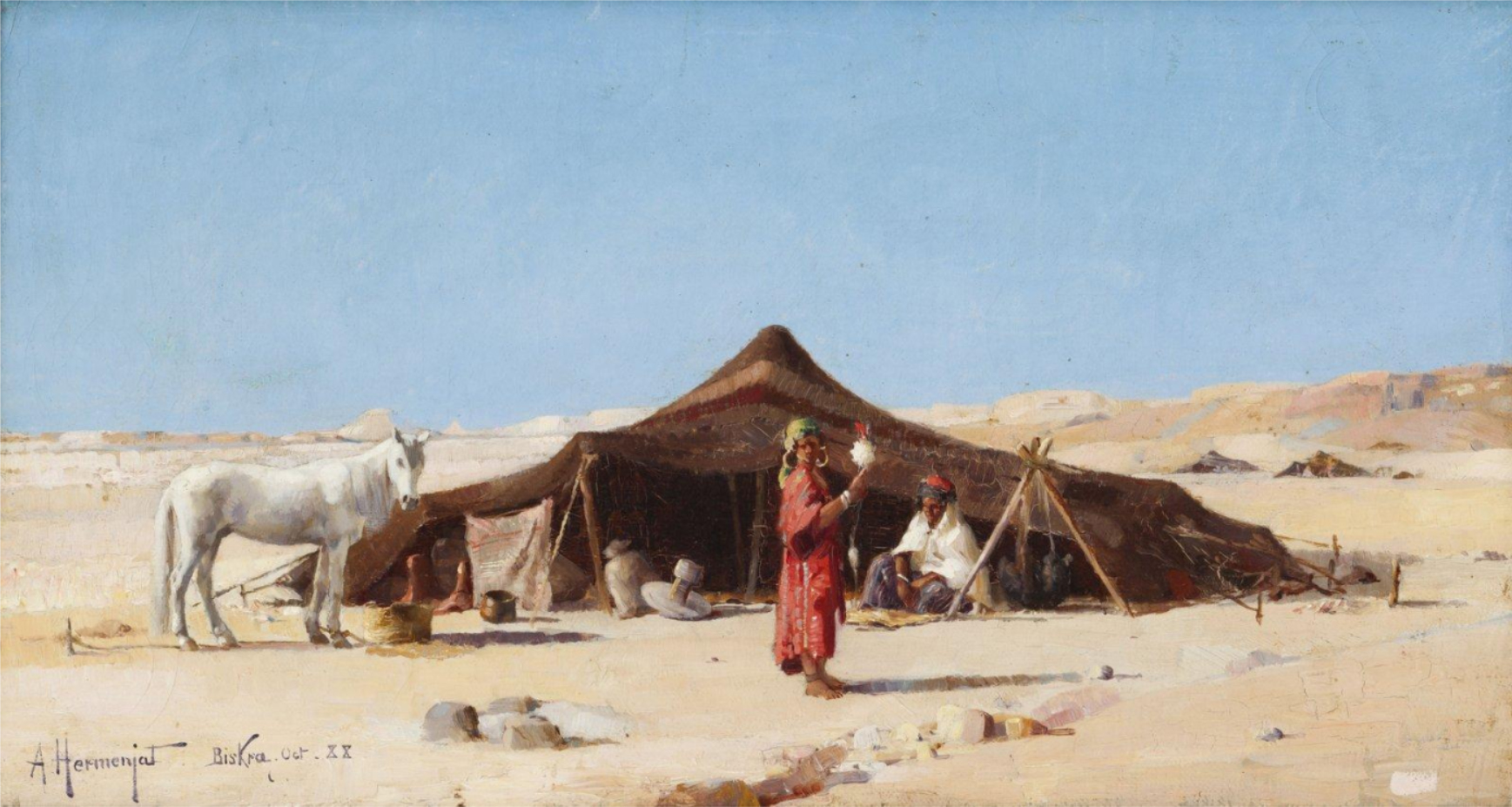
Campement à Biskra (Campamento cerca de Biskra), hacia 1920

## Otras lecturas
- Laurent Langer, Rosemonde Bron-Pache, Daniel Rossellat, Jean-Claude Givel, Françoise Jaunin, Christine Peltre, Vincent Lieber, Karoline Beltinger, Hans-Peter Wittwer y Carinne Beltinger: Abraham Hermanjat 1862-1932: De l'Orient au Léman (exposición catálogo), Nyon, Musée historique et des porcelaines, castillo de Nyon et Musée du Léman. Nyon, Fondation Abraham Hermanjat, Benteli (2012) ISBN 978-3-7165-1721-5
- André Kuenzi, Colección Hermanjat, Nyon, Maison du Léman, sd [1976].
- Abraham Hermanjat. Le lac , texto de Georges Peillex y Germaine Hermanjat, Lausana, Jean Genoud Imprimeur, 1982.
- Hermanjat, texto de Charles Chinet, Franck Jotterand y André Kuenzi, Aubonne, Éditions «Le Crêt», 1962.
- "Le peintre Abraham Hermanjat 1862-1932", edición especial de L'art en Suisse, enero-marzo de 1933.
- Paul Budry, Abraham Hermanjat. Tableaux choisis précédés d'un essai sur le peintre et son œuvre, Lausanne, Éditions Romanes, 1932.